# 이타쿠라 시게노부
이타쿠라 시게노부(일본어: 板倉重宣, 1664년 ~ 1684년 9월 30일)는 에도 시대 전기의 다이묘이다. 가즈사 다카타키 번 초대 번주를 지냈다. 시게노부류 이타쿠라가(重宣流板倉家) 시조.
미카와 나카시마 번주 이타쿠라 시게노리의 장손이자 미카와 나카시마 번 세자 이타쿠라 시게요시의 장남으로 태어났다.
| 전임 (이타쿠라 시게타네) | 제1대 다카타키 번 번주 (이타쿠라가) 1683년 ~ 1684년 | 후임 이타쿠라 시게타카 |